# River Rhondda
Der River Rhondda (walisisch Afon Rhondda [ˈavɔn ˈr̥ɔnða]) ist ein Fluss in Wales.
Der River Rhondda besitzt zwei Quellflüsse, der südlich gelegene Rhondda Fawr (englisch Great Rhondda) und der nördlich gelegene Rhondda Fach (englisch Little Rhondda). Beide Flüsse entspringen im Bergland von Glamorgan und fließen durch schmale, in der Regel weniger als 400 m breite und tief eingeschnittene Täler in südöstliche Richtung. Die beiden Täler sind durch den bis zu 481 m hohen Höhenzug Cefn-y-Rhondda und Mynydd Maerdy voneinander getrennt. Bei Porth fließen die beiden Flüsse zusammen und münden etwa fünf Kilometer östlich bei Pontypridd in den River Taff.
Das Tal des Rhondda entwickelte sich ab der zweiten Hälfte des 19. Jahrhunderts zu einem der größten Kohlereviere der Welt, als Rhondda Valley wurde es zum Synonym für den Kohlebergbau in den südwalisischen Valleys. Die zahlreichen Bergwerke sowie die Anwohner leiteten jahrzehntelang ihre Abwässer ungeklärt in den Fluss, der damit stark verschmutzt wurde. Erst mit dem Ende des Bergbaus in den 1970er Jahren verbesserte sich wieder die Wasserqualität.